# Overseas Press Club of America
L’Overseas Press Club of America, aussi connue sous le nom de Overseas Press Club, est une association de journalistes fondée en 1939 dont le siège est à New York, qui regroupe les correspondants de presse américains à l'étranger, qu’ils soient actifs ou en retraite. 
L’association organise chaque année, et depuis ses débuts, des remises de prix et des dîners mondains prisés dans le milieu de la presse et de la politique internationale.

## Missions et prises de position
L’Overseas Press Club of America (OPCA) a pour mission de représenter les correspondants de presse américains situés à l'étranger.
L'Overseas Press Club (OPC) a pour principes fondateurs de promouvoir les plus hauts standards d'intégrité et de compétence professionnelle journalistique, d'aider à la formation des journalistes, de contribuer à la liberté et à l'indépendance des journalistes et de la presse dans le monde entier et à une meilleure communication et compréhension entre les peuples.
L'OPCA se déclare favorable à la protection des sources.

## Localisations

### Actuelle localisation
Le siège de l’association est situé à New York dans la 45e rue,.

### Localisations passées

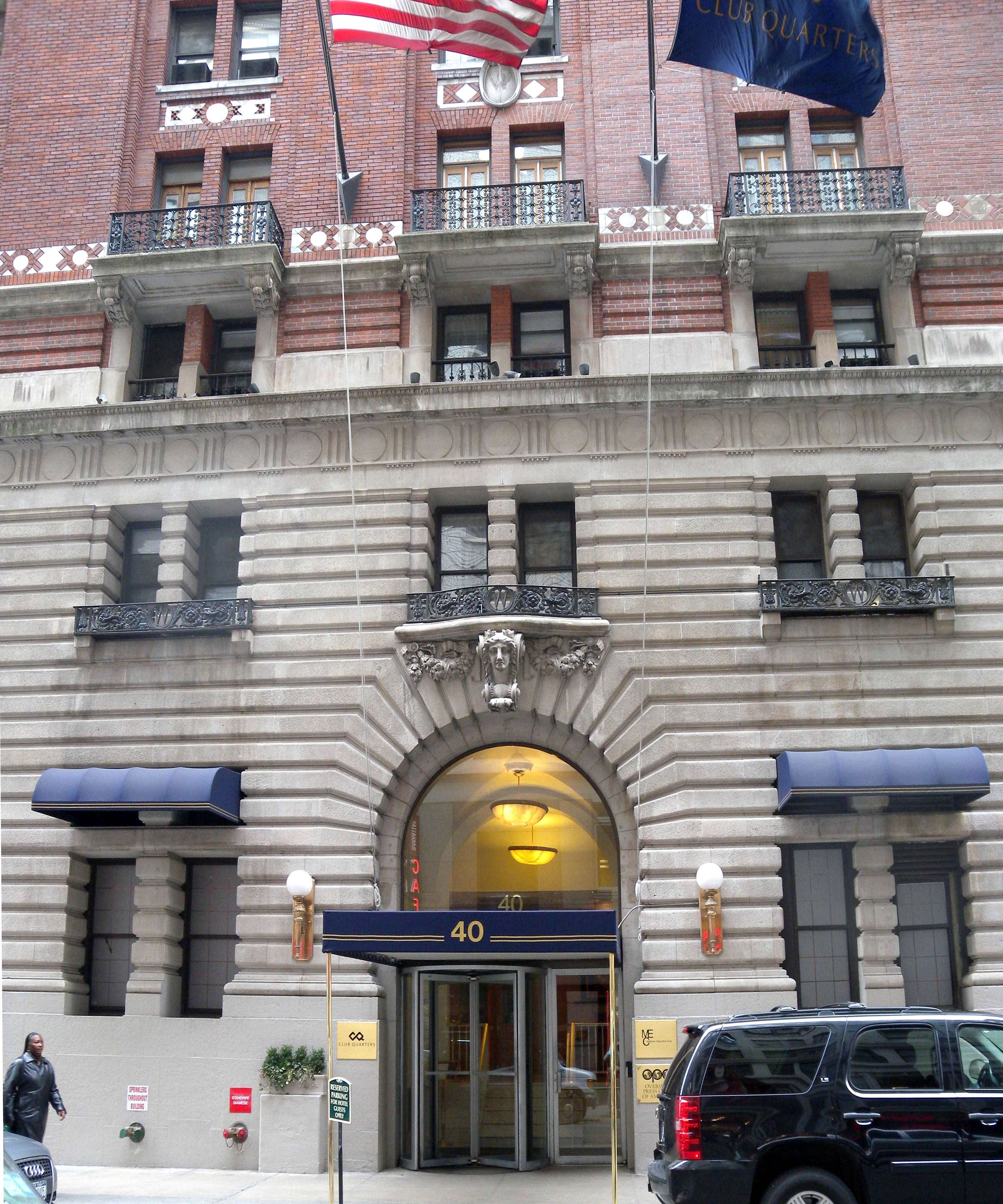
Siège de l’association à New York en 2009.

En décembre 1940, le siège de l’OPC est situé dans la 52e rue
Le 28 mars 1947, l’OPC emménage dans le New York Times Building.
Le 31 mars 1961, l’OPC 
— dont le siège est établi depuis au moins 5 ans dans la 39e rue à New York, — fait l’acquisition auprès du National Republican Club d’un immeuble situé dans la 40e rue voisine, en face de Bryant Park mais s'y installe formellement en avril 1961,qu’il quitte en 1971. Toujours en proie à des problèmes financiers, l'OPC s’établit en mai 1973 dans un immeuble situé dans la 51e rue.

## Historique

### Création
L’Overseas Press Club est fondé le 9 avril 1939 à Greenwich Village par un groupe de correspondants américains à l’étranger,,.
Cependant, le premier comité, présidé par Wythe Williams, organise sa première assemblée générale le 23 avril 1939 à l’Hôtel Algonquin afin d’établir une constitution et d’adopter les statuts de l’Overseas Press Club. Ce comité comprend Irene Kuhn, Sam Dashiell, Charles Ferlin et Eugene Lyons. À l’issue de cette réunion, Williams est reconduit à la tête du club,, Kuhn et Dashiell sont élus vice-présidents, Felin, secrétaire et Joseph Shaplen, trésorier. Lyons, intègre le nouveau bureau, auquel William C. Bullit et Franklin Delano Roosevelt sont honorifiquement invités à participer. Ce même jour, l’association décide de décerner annuellement un prix récompensant le meilleur correspondant de presse à l’étranger. Peggy Hull et Carol Weld font partie des membres fondateurs de l’OPC,,, très tôt rejointes par Nola Luxford parmi les toutes premières femmes au sein de l’environnement très masculin du club.

### Débuts
Le 2 février 1940, l’OPC organise son premier dîner annuel en compagnie d’Herbert Hoover et d’Alexandre Kerenski au Park Lane Hotel (en),,. Ce dîner est donné à l’occasion de la publication de The Inside Story, qui comprend les aventures d'Eugene Lyons, de Irene Kuhn et de Cornelius Vanderbilt Jr.,.

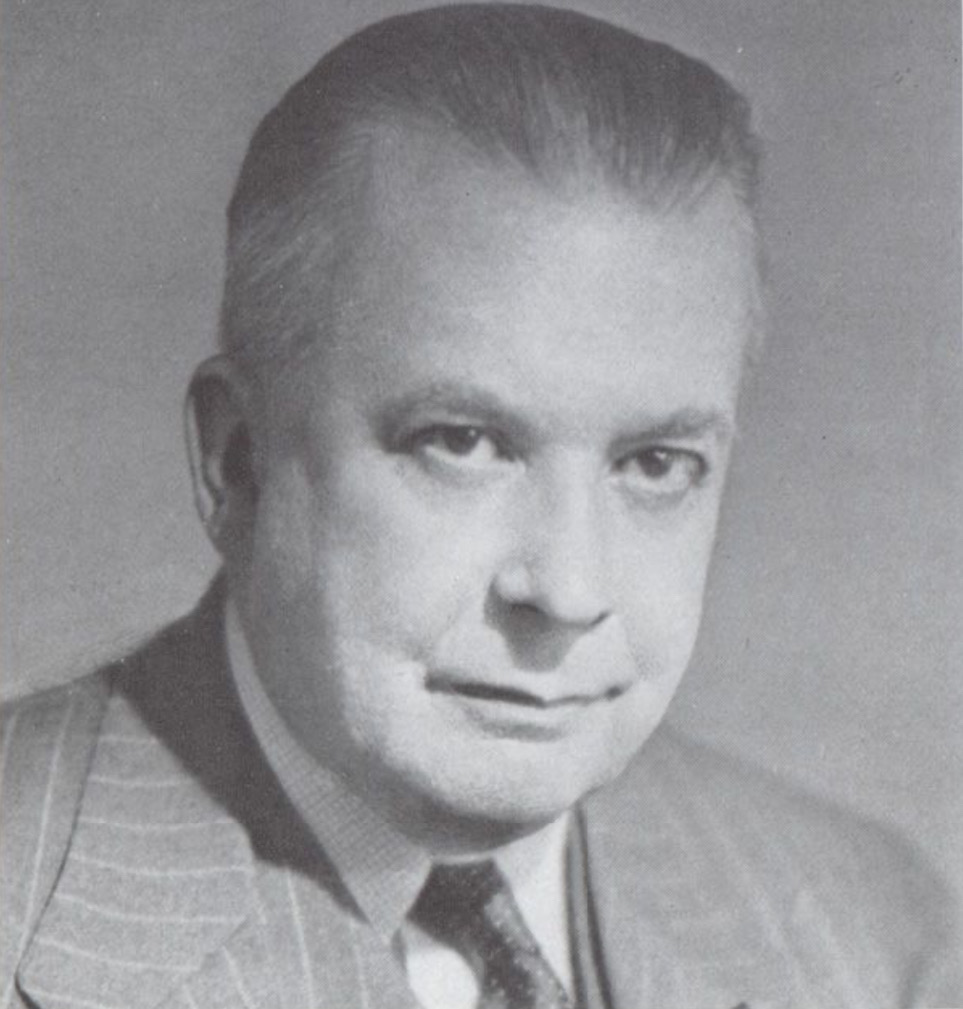
Wythe Williams, premier président de l’OPC, dans les années 1940.

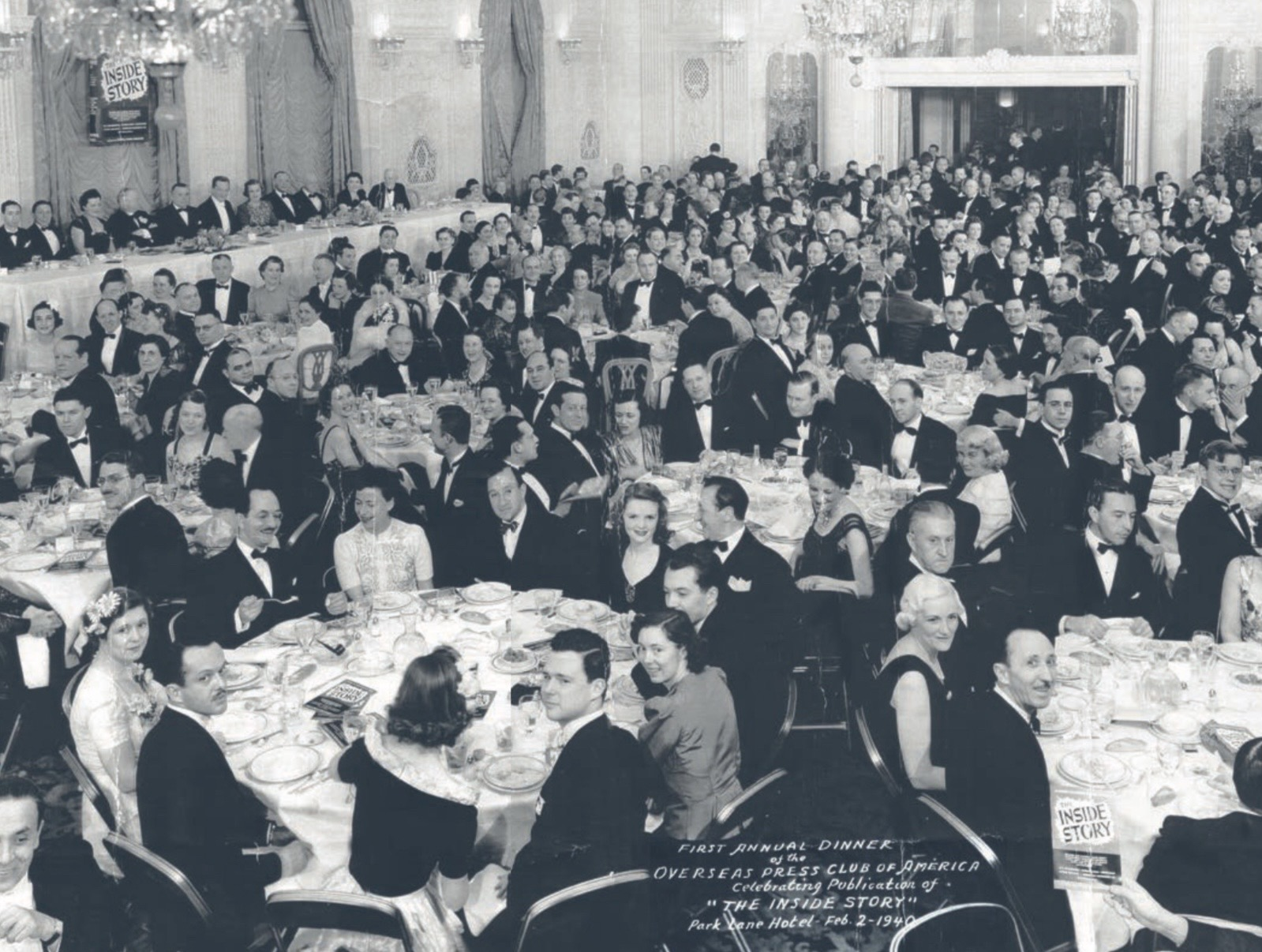
Premier dîner annuel de l’OPC, le 2 février 1940.

Le 12 avril 1940, lors de la première assemblée générale annuelle de l’association au The Pierre, Eugene Lyons est élu président.
La toute première cérémonie de remise des prix se déroule le 2 octobre 1940 sur le site de l’Exposition universelle de New York. Les primés sont Leland Stowe, du service international du Chicago Daily News et du New York Post, pour son travail de couverture de la guerre en Europe ; Hallett Abend, du New York Times, pour ses reportages en Extrême-Orient, et Edward Murrow, de Columbia Broadcasting System, pour ses reportages radiophoniques en zone de guerre. William L. Shirer de CBS faisait partie des nommés.
Le 24 décembre 1940, George Sylvester Viereck démissionne à la demande du club qui lui reproche de s'être rendu « indésirable » en amenant des bundistes aux réunions. Viereck nie les accusations à son encontre et attribue son expulsion à une « hystérie » guerrière,.
Dès décembre 1942, un fond philanthropique de l’association est mentionné dans la presse,,.

Logo de l’Overseas Press Club of America en 1945.

À partir de 1948, l'Overseas Press Club of America récompense les photographes et les photojournalistes pour la qualité de leur reportage photographique. Le premier prix est remis le 4 mars 1949 lors d’une cérémonie organisée au Waldorf-Astoria à Jack Birns de Life pour avoir réalisé le « meilleur reportage photo de l'étranger, jugé d'après sa qualité d'interprétation »,. Cette même année, James Reston du New York Times reçoit le prix du « meilleur traitement de l'actualité étrangère par voie de presse » et Homer Bigart du New York Herald Tribune reçoit le prix commémoratif George Polk décerné à un correspondant à l’étranger « pour avoir fait preuve de courage, d'intégrité et d'esprit d'entreprise au-delà du devoir »
.

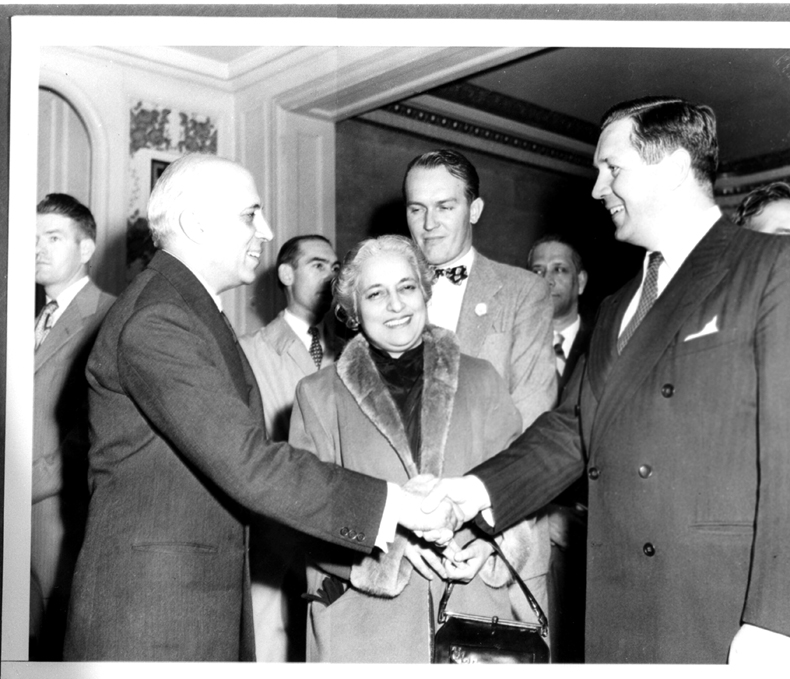
Jawaharlal Nehru (à gauche), Vijaya Lakshmi Pandit (au centre) et Frank Kelley (à droite) lors du déjeuner organisé par l’OPC, au, le 19 octobre 1949.

En 1955, le Time fait état de la volonté de l’OPC de s’ouvrir et de se mettre à disposition de toute la presse. Cette même année, l'OPC produit une émission de radio et de télévision pour National Broadcasting Company.

Logo de l’Overseas Press Club en 1956.

Le 6 mai 1957, John Kennedy, alors sénateur du Massachusetts, critique l’administration américaine dans son discours devant l’OPC pour sa réponse timide à la demande d’une aide économique faite par la Pologne pendant l'Octobre polonais de 1956,.
Le 23 avril 1959, Fidel Castro, alors premier ministre de Cuba, s'adresse à 1 800 membres et invités de l’OPC à l'hôtel Astor. Selon un article de l'OPC Bulletin datant de mai 1959, 125 reporters, photojournalistes et chaînes de télévision couvrent l'événement. Le déjeuner attire la plus grande assistance de l'histoire du club à cette l'époque.
En 1962, l'Overseas Press Club édite un livre de cuisine décrivant les aventures culinaires vécues par 60 correspondants étrangers du Club.
En février 1964, Edward R. Murrow est élu membre de l’OPC à vie.
Un ancien membre de l’OPC considère en 2008 que l’organisation n’existe plus, probablement en vertu de sa grandeur passée.
Lors du 80e dîner annuel, le discours d’ouverture revient à Martin Baron.

## Récompenses

### Cérémonies et remises de prix
Plusieurs dizaines de prix sont décernés pour récompenser chaque année les professionnels de l’information par l’OPC, considérée comme la plus importante association de la presse traitant de l’actualité internationale. Selon Norman Solomon (en), l'événement est généralement perçu par ceux qui y participent « comme une occasion de se pavaner et d'être vu ». Parmi les prix, le prix Robert Capa Gold Medal est décerné depuis 1955 et le prix George Polk depuis 1949,.

### Préférence masculine
Au cours des années 2000, le prix Robert Capa est confié à neuf hommes différents pour une seule femme, selon The Atlantic. Le journal indique que cette tendance se poursuit les années suivantes puisqu’en 2014 et 2015, l'OPC décerne 50 fois ce prix à des hommes mais seulement 21 fois à des femmes.

## Devoir de mémoire

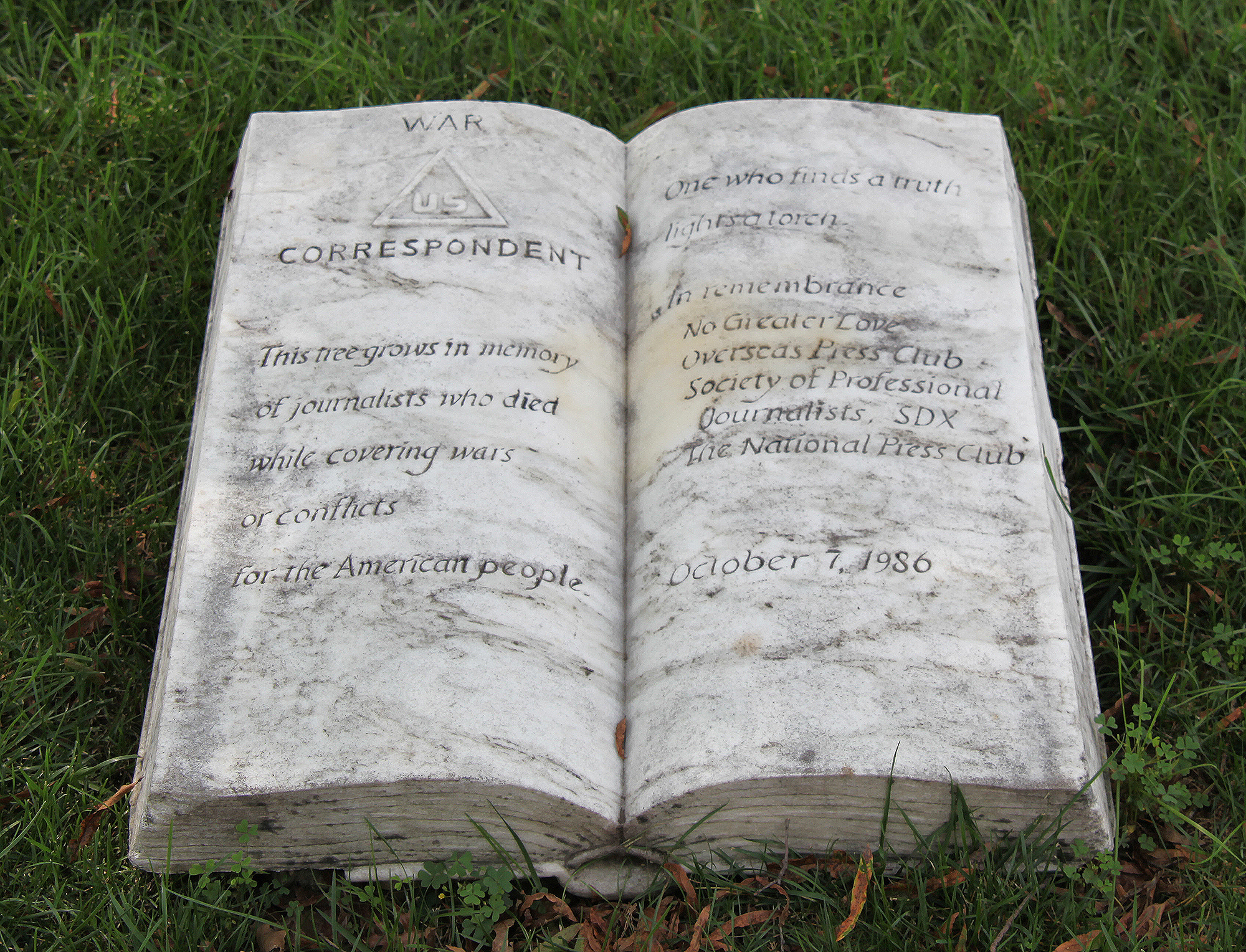
Mémorial des correspondants de guerre au cimetière national d'Arlington en Virginie aux États-Unis.

Le 13 décembre 1954, l’Overseas Press Club inaugure son Memorial Press Center dédié aux correspondants de guerre morts en exercice lors de la Seconde Guerre mondiale par une cérémonie retransmise en couleur sur WRCA dans un programme intitulé « Dateline ». Cette émission de 90 minutes est marquée par l’allocution de Dwight D. Eisenhower et la performance de Marian Anderson, Bob Hope, Martha Raye, John Charles Daly et Sid Caesar,,,. Cette initiative est soutenue par une campagne de dons entamée dès le 25 novembre 1952.
Sur un mur du salon des membres du siège de l'Overseas Press Club se trouvent deux tablettes commémoratives portant les noms de 97 correspondants qui, entre 1940 et 1964, ont donné leur vie en exerçant le journalisme,.
Un mémorial des correspondants de guerre est placé en 1985 au cimetière national d’Arlington, en Virginie, à la demande de Society of Professional Journalists, National Press Club, No Greater Love et OPC pour commémorer les journalistes morts au champ d’honneur.
Une plaque est posée au château de Vouilly le 6 juin 1994, date anniversaire du Jour J, afin de commémorer les correspondants de guerre morts lors de la bataille de Normandie,,.

## Présidence
Les présidents sont élus par les membres du club[réf. nécessaire].
| Prénom et nom          | Début de mandat | Fin de mandat  | Prénom et nom        | Début de mandat  | Fin de mandat    |
| ---------------------- | --------------- | -------------- | -------------------- | ---------------- | ---------------- |
| Wythe Williams         | 23 avril 1939   | 12 avril 1940  | Will Oursler         | 30 avril 1970    | 1er mai 1972     |
| Eugene Lyons           | 12 avril 1940   | Avril 1941     | Jack Raymond         | 1er mai 1972     | 1976             |
| Burnet Hershey         | Avril 1941      | 22 avril 1942  | Matthew A.R. Bassity | 1976             | 1978             |
| Lowell Thomas          | 22 avril 1942   | 27 avril 1945  | Henry Gellermann     | 1978             | 1982             |
| William W. Chaplin     | 27 avril 1945   |                | Anita Diamant        | 1981             | 1986             |
| Bob Considine          | 1947            | 28 avril 1948  | Herbert Kupferberg   | 1986             | 1988             |
| William W. Chaplin     | 28 avril 1948   | 13 avril 1949  | Leonard Saffir       | 1988             | 1990             |
| Frank Kelley           | 13 avril 1949   | 20 avril 1950  | H.L. Stevenson       | 1990             | 1992             |
| Louis P. Lochner       | 20 avril 1950   | 26 avril 1951  | Larry Smith          | 1992             | 1994             |
| John Daly              | 26 avril 1951   | 24 avril 1952  | Bill Holstein        | 1994             | 1996             |
| William P. Gray        | 24 avril 1952   | 23 avril 1953  | John Corporon        | 1996             | 1998             |
| J. Clifford Stark      | 23 avril 1953   | 28 avril 1954  | Roy Rowan            | 1998             | 2000             |
| Bob Considine          | 28 avril 1954   |                | Larry Martz          | 2000             | 2002             |
| Wayne Richardson       | Avril-mai 1956  | 30 avril 1957  | Alexis Gelber        | 2002             | 2004             |
| Cecil Brown            | 30 avril 1957   | 22 avril 1958, | Richard B. Stolley   | 2004             | 2006             |
| Thomas P. Whitney      | 22 avril 1958,  | 28 avril 1959  | Marshall Loeb        | 2006             | 2008             |
| John Wilhelm           | 28 avril 1959   | 28 avril 1960  | Allan Dodds Frank    | 2008             | 2010             |
| John Luter.            | 28 avril 1960   | 28 avril 1961, | David A. Andelman    | 2010             | 2012             |
| Richard J. H. Johnston | 30 avril 1962   | 15 mai 1963    | Michael Serrill      | 2012             | 2014             |
| Barrett McGurn         | 15 mai 1963     | 1966           | Marcus Mabry         | 2014             | 9 août 2016      |
| Victor Riesel          | 25 avril 1966   | 28 avril 1967  | Deidre Depke         | 9 août 2016      | 4 septembre 2018 |
| Hal Lehrman            | 28 avril 1967   | 30 avril 1970  | Pancho Bernasconi    | 4 septembre 2018 | 2020             |